# Чемпионат Украины по мини-футболу 1991
Чемпионат Украины по мини-футболу 1991 года прошёл с участием 10 команд и завершился победой днепропетровского «Механизатора».
Весь пьедестал заняли днепропетровские клубы. Чемпионом во второй раз подряд стал «Механизатор», серебро досталось футболистам Днепропетровского химико-технологического института, бронза — игрокам «Агроуниверситета».
«Механизатор» одержал победу во всех матчах турнира, кроме игры против земляков из «Агроуниверситета», закончившейся вничью — 4:4. Чемпионы были удостоены звания «Мастер спорта Украины». В состав команды вошли Александр и Сергей Москалюк, Игорь Лещук, Михаил Уфимцев, Алексей Ерёменко, Александр Вобликов, Владимир Кобзарёв, Сергей Федоренко, Сергей Заровнятных, Олег Солодовник, Олег Зеликсон. К чемпионству команду привёл заслуженный тренер Украины Геннадий Григорьевич Шур. В состав работников клуба входили также тренер Александр Мудренко, начальник команды Александр Хандрыга, врач Леонид Будко.
В этом же сезоне «Механизатор» становится обладателем «золотого дубля», выиграв Кубок Украины.